# Iglesia de San Francisco de Asís (Belo Horizonte)
La Iglesia de San Francisco de Asís es una iglesia en Belo Horizonte cerca de la Universidad Federal de Minas Gerais y del estadio de fútbol Mineirão, y diseñado por Oscar Niemeyer.